# Krasnoritchenske
Krasnoritchenske (ukrainien : Красноріченське, russe : Краснореченское, Krasnoretchenskoïé), ce qui signifie rive de la Krasnaïa, est une commune urbaine de l'oblast de Louhansk, en Ukraine. Elle compte 3 873 habitants en 2021.

## Géographie
Le village se trouve au bord de la rivière Krasna, affluent du Donets.

## Histoire
Jusqu'en 1973, le village s'appelait Kabanié (ukrainien : Кабаннє).
Lors de l'invasion de l'Ukraine par la Russie, la république populaire de Lougansk, aidée par les forces russes, s'empare de Krasnoritchenske au début du mois de mars 2022.

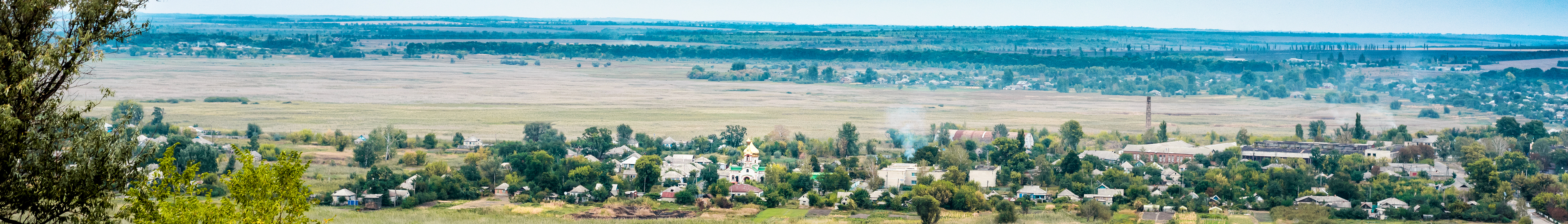
Vue panoramique du village.